# 薬師神岩太郎
薬師神 岩太郎（やくしじん / やくしじ いわたろう、1889年（明治22年）2月26日 ‐ 1953年（昭和28年）8月27日） は、大正から昭和前期の実業家、政治家。衆議院議員、愛媛県北宇和郡来村長。

## 経歴
愛媛県北宇和郡、のちの来村（現宇和島市）で生まれた。独学して青年団活動に従事した。森岡天涯の雑誌『南予之青年』の編集に従事。
来村会議員を経て、1925年（大正14年）宇和島市会議員に当選し1930年（昭和5年）まで在任。1931年（昭和6年）5月から1934年（昭和9年）5月まで来村長に在任。その後、宇和島市会議員に再選され1947（昭和22年）まで在任し、1942年（昭和17年）市会議長に就任。1935年（昭和10年）9月、愛媛県会議員に選出され、1939年（昭和14年）9月に再選され1946（昭和21年）4月まで在任した。
戦後、1946年4月の第22回衆議院議員総選挙に愛媛県選挙区から自由党公認で出馬して初当選。1947年4月の第23回総選挙では愛媛県第3区から出馬したが落選し、1949年（昭和24年）1月の第24回総選挙で再選され、衆議院議員に2期在任した。この間、衆議院建設委員長、民主自由党総務などを務めた。1952年（昭和27年）10月の第25回総選挙に立候補したが落選した。
戦前から来村農会長、宇和島市農業会長、愛媛県農業会役員を務め、戦後の公職追放に県農業会長の岡本馬太郎など多くが対象となったため1947年6月に県農業会長に就任。農業協同組合の設立の指導を行った。その他、愛媛県農業協同組合協議会長、県収用審査委員、四国日日新聞社長、宇和島通運代表取締役、南予通運取締役社長、宇和島港運取締役社長などを務めた。
また、南予海岸部の段々畑における農家の労苦の軽減のため、急傾斜地帯農業振興臨時措置法の成立に尽力し、1952年（昭和27年）に立法化したが、工事完成前の1953年8月に死去した。

## 著作
- 『時事独断』宇和島通運、1943年。